# Schloss Gadow

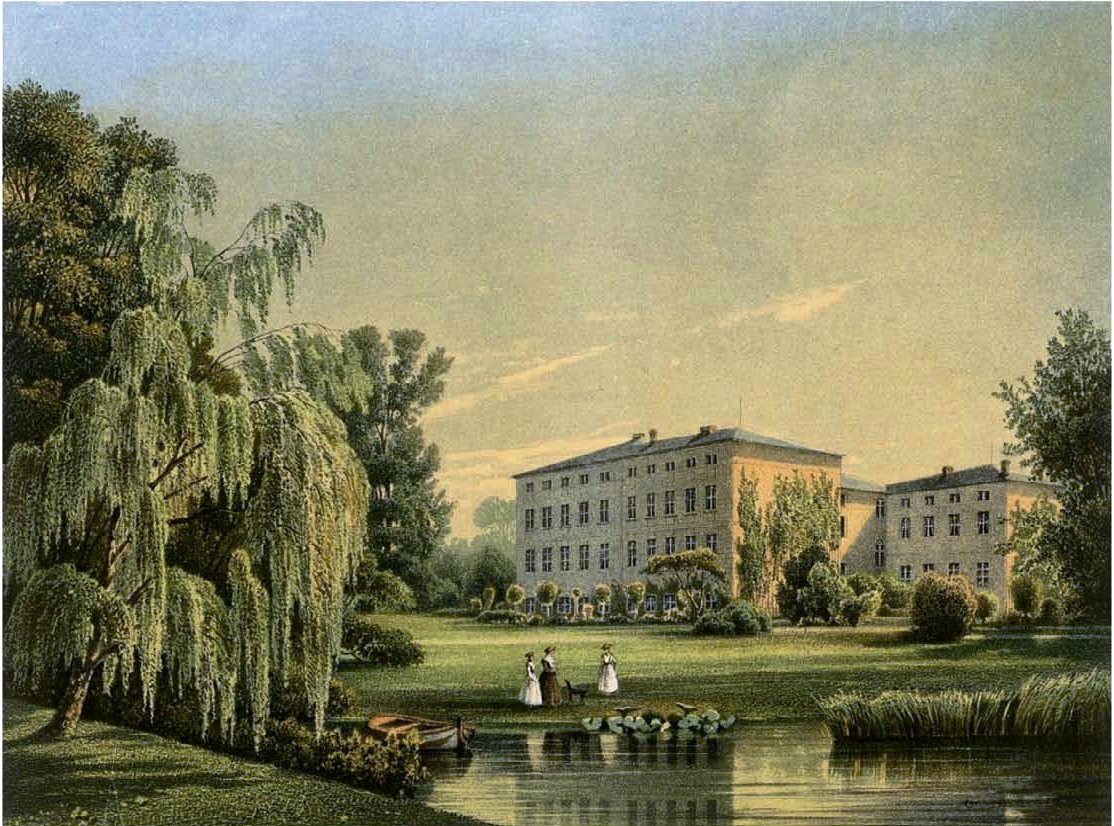
Schloss Gadow um 1859/60, Sammlung Alexander Duncker

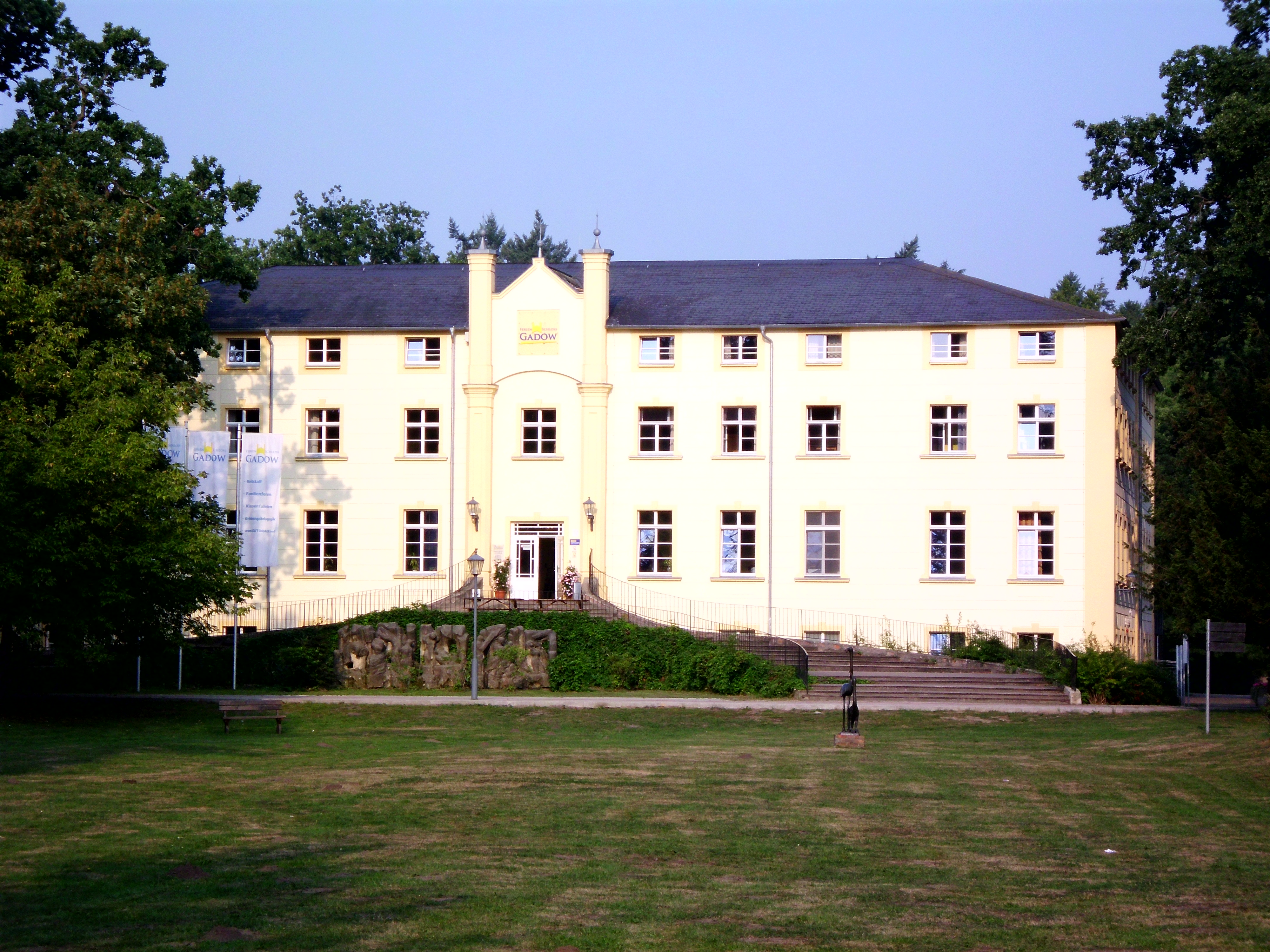
Schloss Gadow 2013

Schloss Gadow ist ein ehemaliger Rittersitz im Nordwesten der Prignitz in Brandenburg. Es liegt inmitten der wald- und wiesenreichen Landschaft der Löcknitz-Niederung.
Zum Schloss gehört eine weiträumige Parkanlage mit dendrologisch wertvollem Bestand. Neben anderen Naturdenkmalen befindet sich dort die älteste Eiche des Landkreises Prignitz. Das Schloss ist denkmalgeschützt.

## Geschichte

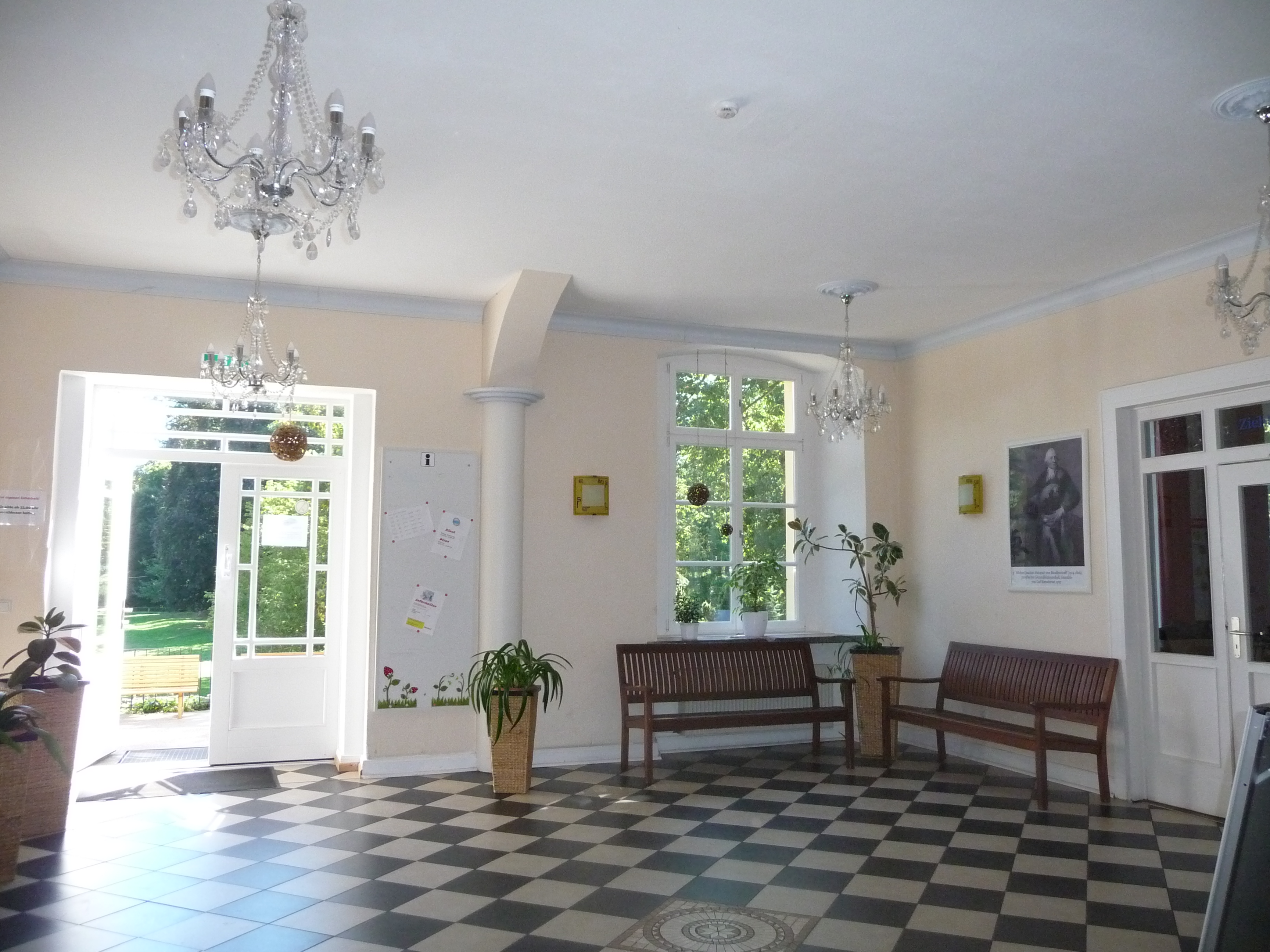
Foyer

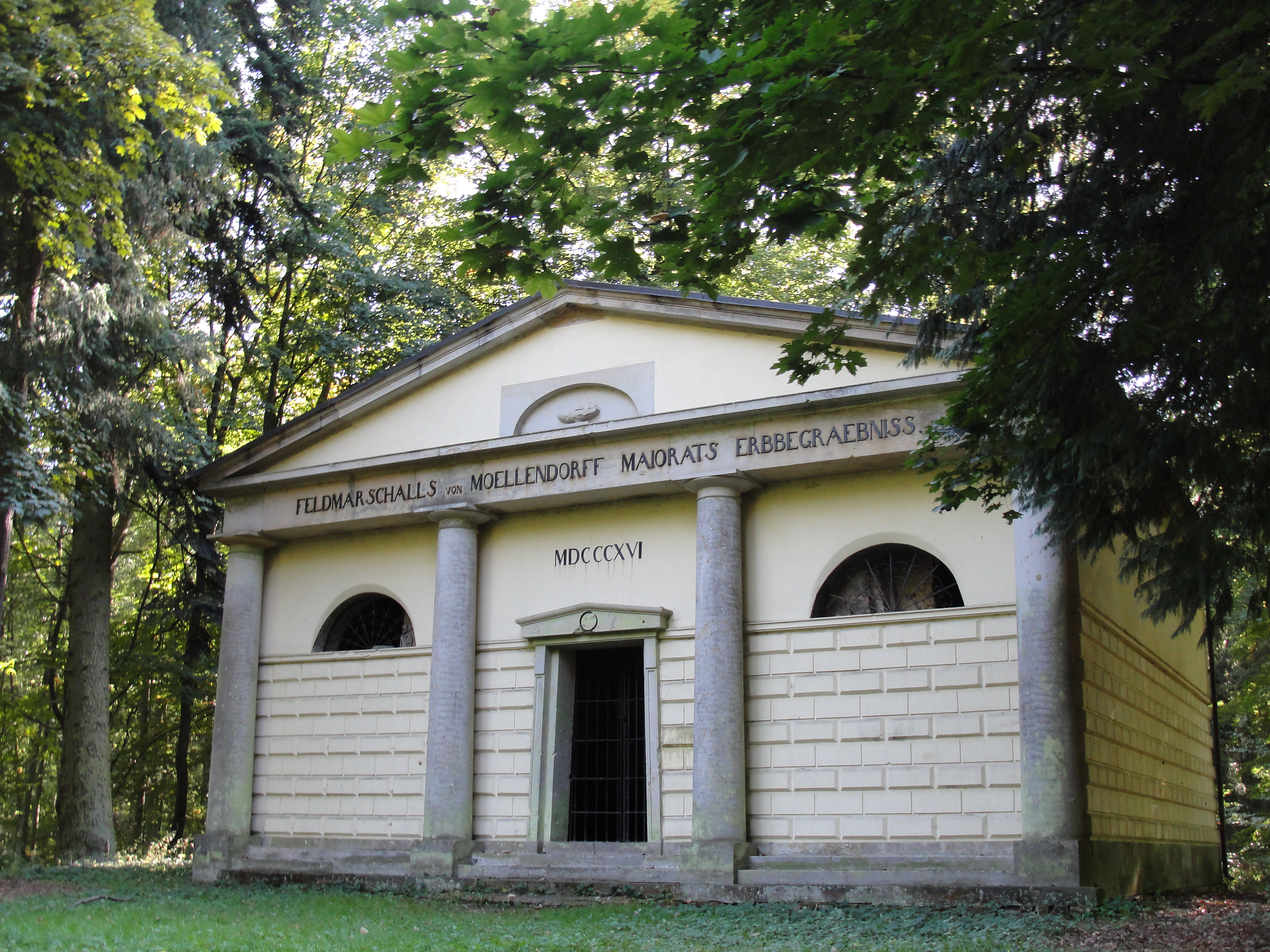
Erbbegräbnis Möllendorff, (Architekt Salomo Sachs 1816)

Gadow gehörte neben anderen Gütern in der Prignitz zu den uralten Besitzungen der aus der Altmark stammenden Familie von Moellendorff, die in der Prignitz zuerst im 13. und 14. Jahrhundert in Urkunden in Erscheinung trat und hier bald ausgedehnten Grundbesitz erwarb. Das Dorf Gadow wurde im 14. Jahrhundert wüst, während sich im Verlaufe des 15. Jahrhunderts hier aber ein Rittersitz etablierte. Von den mittelalterlichen Gebäuden dieser Anlage ist nichts erhalten. Nach vielerlei Umbauten entstand um 1790 wohl ganz neu ein spätbarockes Wohnhaus von zwei Geschossen, einem hohen Souterrain und einem Mansarddach, als Hans Georg Gottlob von Moellendorff (1758–1839) hier seinen Hausstand begründete und auch jene Gartenanlagen schuf, die später zu einem Landschaftspark erweitert wurden.
1804 bis 1816 war Gadow im Besitz des Generalfeldmarschalls Wichard Joachim Heinrich von Moellendorff (1724–1816), dessen Erbe sein Adoptivsohn Hugo von Wilamowitz-Moellendorff (1806–1865) wurde. Dessen Vater Daniel Theodor von Wilamowitz (1768–1837) hat 1818 im rechten Winkel an den bestehenden Barockbau zwei Flügel von gleicher Länge anbauen lassen und an Stelle der einstigen Freitreppe die noch heute zum Eingang führende geschwungene Rampe angelegt. Zwei Jahre zuvor (1816) ließ er auch das klassizistische Mausoleum am westlichen Ende des Parks nach Plänen des Berliner Baumeisters Salomo Sachs in Form eines griechischen Tempels errichten. Hier fand der General seine letzte Ruhestätte.
Als Hugo von Wilamowitz-Moellendorff 1829 Gadow selbst übernahm, begann der dendrologisch interessierte Mann damit, den vorhandenen Park im englischen Geschmack weiträumig durch neue Anlagen zu einem großen Landschaftspark mit Tiergarten, Gewächshaus, Eiskeller, Pferdeställen, Forsthaus etc. umzugestalten, in den diese Gebäude einbezogen und durch Sichtachsen in Beziehung zueinander gestellt wurden. Die Umgebung des Schlosses mit der Löcknitz, einigen Teichen und Wiesen bot dafür die besten Voraussetzungen. In jenen Jahren begründete Hugo von Wilamowitz-Moellendorff hier außerdem eine Vollblutzucht, aus der später der Hengst „Scherz“ hervorging, den Franz Krüger nach dessen Siegen in England mit dem Besitzer, der 1857 in den Grafenstand erhoben wurde, malte.
1853 wurde schließlich das Schloss im klassizistischen Stil mit neuen Treppenhäusern, reichen Stuckdecken etc. eingreifend umgestaltet. Das Mansarddach wurde zu einem Mezzaningeschoss mit sehr flachem Schiefer-Walmdach verändert. Als Ergebnis entstand die noch heute bestehende Dreiflügelanlage mit zwei Hauptgeschossen, einem Souterrain- und Mezzaningeschoss.
Im ausgehenden 19. Jahrhundert gehörten zum Schloss nach dem erstmals amtlich publizierten Generaladressbuch der Rittergutsbesitzer im Königreich Preussen, Provinz Brandenburg, mindestens 2800 ha Land, und dazu noch ein kleines Gut Jagel mit 72 ha.
Letzter Grundbesitzer auf Gadow war Rittmeister Hans Wichard Graf von Willamowitz-Moellendorff (1872–1939), respektive sein Enkel Graf Gero, der dann später einen Verlag in Hamburg leitete. Gadow war lange Fideikommiss, ein ungeteilter Besitz mit einer festgelegten Erbfolge. Um 1930 war Gadow ein großer Besitzkomplex mit acht Rittergütern auf 2809 ha.
Im Innern haben sich nach dem Umbau des ganzen Schlosses Mitte der 1960er Jahre zu einem FDGB-Ferienheim keine historische Strukturen oder gar Innendekorationen erhalten, das Inventar ging 1945 größtenteils verloren.
Der ausgedehnte Landschaftspark wurde ab 1865 vom Grafen Wichard von Wilamowitz-Moellendorff (1835–1905) mit Anpflanzungen verschiedener Gehölzarten (insbesondere Koniferen, Rhododendren und Douglasien) bereichert, die den Gadower Park zu einem der artenreichsten Landschaftsgärten der Mark Brandenburg machten. Er ist erhalten und wird gepflegt (u. a. Waldlehrpfad der Oberförsterei Gadow).
Seit 1994 wird das Schloss als Ferienanlage für Kinder genutzt.

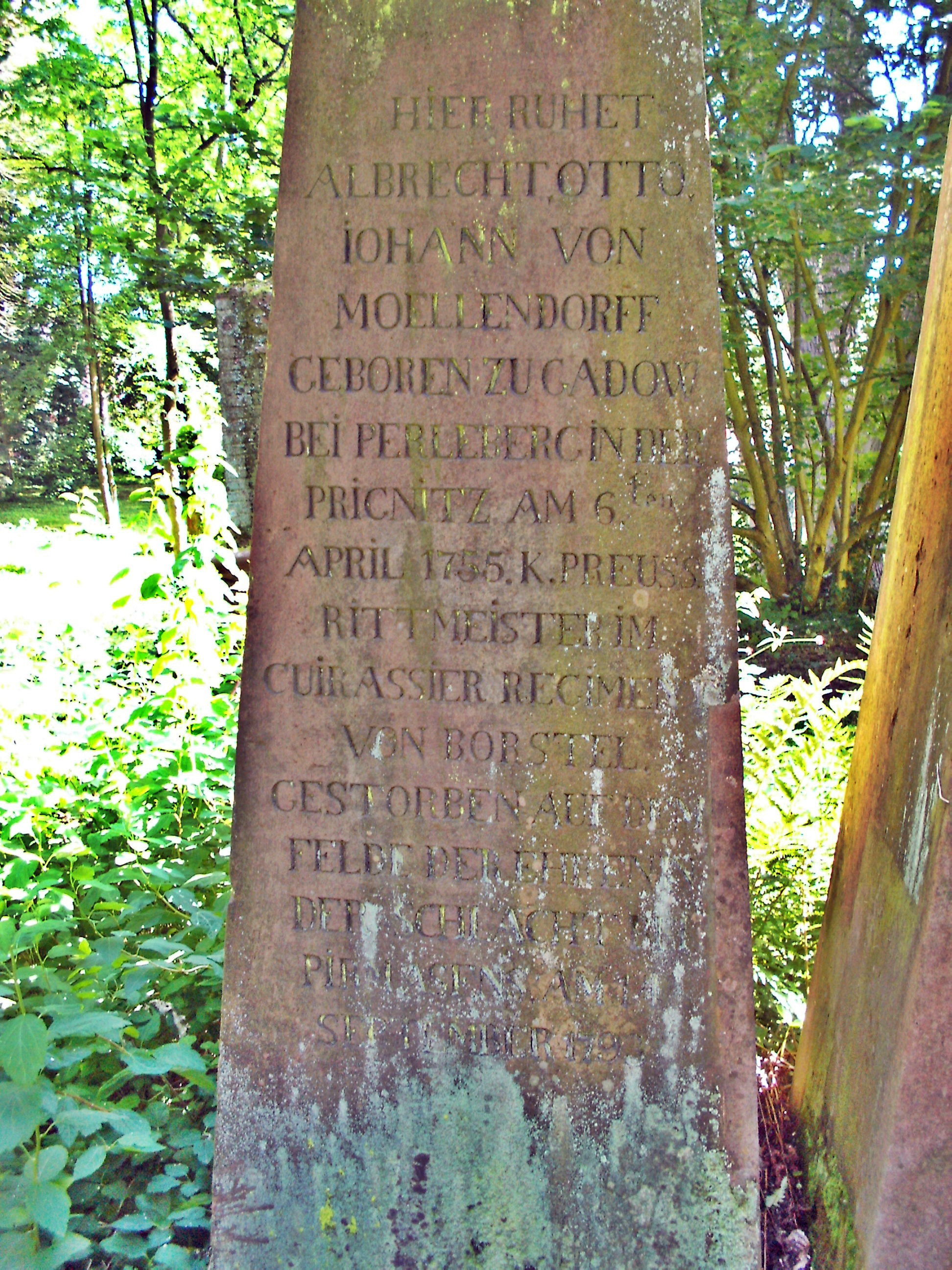
Grabinschrift des Rittmeisters Albrecht Otto Johann von Möllendorff

## Varia
Auf dem Alten Friedhof zu Pirmasens in Rheinland-Pfalz befindet sich das Grab des in der Schlacht bei Pirmasens, am 14. September 1793 gefallenen, preußischen Offiziers Albrecht Otto Johann von Möllendorff (1755–1793), mit dem Vermerk, dass er auf Schloss Gadow geboren wurde. Er war der älteste Sohn von Reimar Friedrich von Möllendorff (1731–1809) und dessen erster Gemahlin Margarete Christina Albertina Louisa von Krüsicke a. d. H. Dannenwalde (1733–1758). Sein jüngerer Bruder war Hans Georg Gottlob von Möllendorff (1758–1839), der Gadow erbte, es 1804 an den Generalfeldmarschall Wichard Joachim Heinrich von Möllendorff (1724–1816) verkaufte und vom Vater das Gut Krampfer übernahm und dorthin übersiedelte. Die Inschrift auf dem Gedenkstein in Pirmasens lautet:

„Hier ruhet Albrecht Otto Johann von Moellendorff, geb. zu Gadow bei Perleberg in der Prignitz am 6. April 1755, k. preuss. Rittmeister im Cuirassier Regiment von Borstell, gestorben auf dem Felde der Ehre in der Schlacht bei Pirmasens am 14. September 1793“